# ФК Земљорадник Балајнац
ФК Земљорадник је фудбалски клуб из Балајнца у општини Мерошина, Србија и тренутно се такмичи у Лиги зона Центар, четвртом такмичарском нивоу српског фудбала. 